# St. Walburga (Spielhof)
Die römisch-katholische Kapelle St. Walburga liegt im Ortsteil Spielhof der oberpfälzischen Stadt Pleystein. Pfarrlich gehört sie zur Pfarrei Miesbrunn, die heute zusammen mit Pleystein und Burkhardtsrieth eine Seelsorgeeinheit bildet.

## Geschichte
Ursprünglich stand eine kleine Kapelle außerhalb des Ortes Spielhof. In ihr konnten kaum 10 Personen Platz finden. Um 1800 war die Kapelle so baufällig geworden, dass man an einen Neubau dachte. Eine Baugenehmigung von der Regierung in Amberg zu bekommen, erschien in der Zeit kurz vor der Säkularisation als aussichtslos. So machten sich die Spielhofer mit Zustimmung des Stadtpfarrers Joseph Mayer daran, eine Kapelle inmitten des Ortes zu errichten. Der Bau konnte nur errichtet werden, weil die Spielhofer Bauern das Bauholz kostenlos lieferten und der Hammermeister Wittmann vom Finkenhammer das für den Kirchenbau nötige Eisen schenkte. Mit Spenden aus dem Opferstock sowie Hand- und Spanndiensten konnte man das Kirchlein errichten. Um eine Ziegelbedachung, die aus Brandschutzgründen notwendig gewesen wäre, vorzutäuschen, strich man die Schindeln mit roter Farbe. Der Bau war 1801 vollendet.
1801 sollte sich der Landrichter Prößl für den Kapellenbau verantworten, da keine neuen Kapellen gebaut werden durften und bestehende in Schulhäuser umzuwandeln waren. Er verantwortete sich damit, dass er erst am 12. Juli 1801 von dem Kapellenbau gehört und sofort den Gemeindevorsteher Heinrich Balk zur Rechenschaft gezogen habe. Die Befragung habe ergeben, dass die Kapelle auf eigene Kosten errichtet wurde und mit einem kleinen Glöcklein versehen ist. Die rot gestrichenen Schindeln seien nur deswegen aufgelegt worden, weil keine Ziegeltaschen erhältlich waren, der Dachstuhl könne aber ein Ziegeldach tragen. Auch der Stadtpfarrer Mayer gab am 22. April 1803 eine Stellungnahme ab, in der er betonte, dass er in dem Ansuchen der Gemeindebürger nach einer neuen Kapelle nichts gegen die kurpfälzischen oder die bischöflichen Verordnungen gesehen habe. 1809 hieß es, dass in der Kapelle fast alle Tage die Heilige Messe gelesen würde und Altar und Paramente durch Opfer der Gemeinde angeschafft worden seien. Es wurden auch zwei Glocken mit 75 und 50 Pfund Gewicht genannt.
Am 24. April 1945 wurde das Dorf beim Einmarsch der Amerikaner in Schutt und Asche gelegt. Auslöser war, dass am Ortseingang von Spielhof die von Miesbach heranrückenden Amerikaner durch SS-Truppen unter Maschinengewehrbeschuss genommen wurden; es heißt, dass drei Panzer abgeschossen und etliche GIs getötet worden waren; dies hatte harte Gegenmaßnahmen zur Folge. Auch die Kapelle St. Walburga wurde dabei durch Panzergranaten schwer in Mitleidenschaft gezogen. 1954 ließ die Dorfgemeinschaft eine umfassende Renovierung der Kapelle durchführen. 2001 wurde die Kapelle zum 200-jährigen Bestehen von außen grundlegend renoviert.

## Gebäude
Der Bau ist ein Schopfwalmdachbau, die Sakristei ist dreiseitig geschlossen. Oberhalb des Eingangsportals befindet sich ein Dachreiter mit einer Zwiebelhaube. Die Zahl „1801“ verweist auf den Zeitpunkt der Errichtung der Kapelle.

## Innenausstattung
1997 wurden die 13 barocken Kirchenbänke von Freiwilligen restauriert worden. 2009 wurde auch die Innenrenovierung der gesamten Kapelle vorgenommen. Dabei wurde von der Kirchenmalermeisterin Monika Müllner aus Pleystein der Hochaltar mit dem Bild der Schutzpatronin Walburga, seinem Rokokorahmen sowie sechs Heiligenfiguren (hl. Joseph, hl. Florian, Sebastian, Wendelin, Antonius von Padua und Leonhard) gereinigt und neu gefasst. Die beiden links und rechts am Altar installierten Klosterfrauenfiguren konnten dabei zugeordnet werden, es handelt sich um die hl. Thekla und die hl. Lioba.